# Vražji štap
Vražji štap (lat. Aralia spinosa) trnoviti aromatrični listopadni grm ili manje drvo u rodu aralija, pripada porodici brestanjevki. Ova vrsta raste samo po Sjedinjenim Državama, gdje je poznata pod nizom vernakularnih naziva, među kojima i kao »devil's walkingstick«.

## Opis
Aralia spinosa, obično nazvana “vražji štap” ili “Herkulova batina”, dobila je svoje uobičajeno ime po čvrstim, oštrim bodljama koje se nalaze na peteljkama listova, stabljikama i granama. Ovo je veliki, uspravni, listopadni grm koji obično naraste 10-15 stopa (3 do 4,5 m), ali rijetko naraste kao malo stablo s ravnim vrhom do čak 35 stopa (10,5 m) visoko. U svom izvornom području rasprostranjenosti u istočnom SAD-u obično se nalazi na šumskim rubovima, poljima i pašnjacima, kao iu šumama ili prirodnim područjima na rubovima šuma ili uz potoke u vlažnim šumama. Njegovo zanimljivo složeno lišće, kasno ljetno cvijeće, sočni crni plodovi i bodljikave stabljike daju ovom grmu poseban i jedinstven ukrasni izgled. Ima rijetke, uspravne, uglavnom nerazgranate grane nalik batinama, okružene vidljivim lisnim brazgotinama i bodljama. Ove biljke su obično gole na dnu, ali su na vrhu okrunjene kišobranastim krošnjama ogromnih složenih listova. Njegove krute grane su gotovo pod pravim kutom, a njegovi veliki složeni listovi najveći su u Sjevernoj Americi. Ova se biljka lako presađuje i izvrstan je dodatak vrtu s oprašivačima.

## Uzgoj i stanište
Dobro raste na prosječno vlažnim, dobro dreniranim tlima na punom suncu do polusjene. Preferira vlažne, plodne, humusne ilovače, ali će tolerirati širok raspon tla, uključujući kamenita i glinasta. Ova je biljka otporna na sušu, općenito podnosi mnoge gradske zagađivače i najbolje ju je smjestiti u područja zaštićena od jakih vjetrova, kako bi se zaštitili veliki složeni listovi. Također se lako uzgaja iz sjemena, dijeljenjem izdanaka ili reznicama korijena. Biljke će se donekle brzo širiti samosjetvom.
Ova biljka je vrlo otporna na oštećenja od jelena. Leptiri i drugi kukci piju nektar dok cvjeta, a plodove jedu ptice pjevice, mali sisavci, lisice, rakuni i oposumi. Nema ozbiljnih problema s kukcima ili bolestima, iako je osjetljiv na pjege lišća. Mogu se pojaviti lisne uši i brašnaste stjenice. Rukovanje njegovom korom i korijenjem može izazvati alergijske reakcije kože.
- Ilustracija
- Plodovi
- Deblo

## Vanjske poveznice
|  | Zajednički poslužitelj ima još gradiva o temi Aralia spinosa |
|  | Wikivrste imaju podatke o taksonu Aralia spinosa             |